# Yungasocereus inquisivensis
Yungasocereus inquisivensis és una espècie de cactus natiu de Bolívia, únic membre del seu gènere.

## Descripció
És un cactus columnar, que s'assembla tant a un arbre com un arbust, de 4-5 m d'altura. Les tiges de 6-7 cm de diàmetre són verd fosc, amb 6-10 solcs. Les espines fan d'1,5-3 cm de llarg en grups de 4-12, sense diferenciació entre les centrals i les radials, amb una coloració entre marronosa i grisenca. Les flors són blanques, apareixen en grups de 5-8 a prop dels àpexs de les tiges.

## Distribució i hàbitat
Es troba només a la regió de Los Yungas i la província Inquisivi del Departament de la Paz, a altituds de prop de 2000 msnm.. Requereix com a mínima temperatura mitjana: 10 °C 
Cárdenas va descriure l'espècie el 1957 a Inquisivi, col·locant-la a Samaipaticereus. Més tard Ritter troba la mateixa espècie a Los Yungas, i el 1980 la trasllada al seu propi gènere Yungasocereus. Després d'un període a Haageocereus, va anar novament separat dins de Yungasocereus.